# Sikorzyce (Poméranie-Occidentale)
Pour les articles homonymes, voir Sikorzyce.
Sikorzyce est une localité polonaise de la gmina rurale de Gościno, située dans le powiat de Kołobrzeg en voïvodie de Poméranie-Occidentale. Elle se situe à environ 14 km au sud-est de la ville de Kołobrzeg et 100 km au nord-est de la capitale régionale Szczecin.

## Géographie

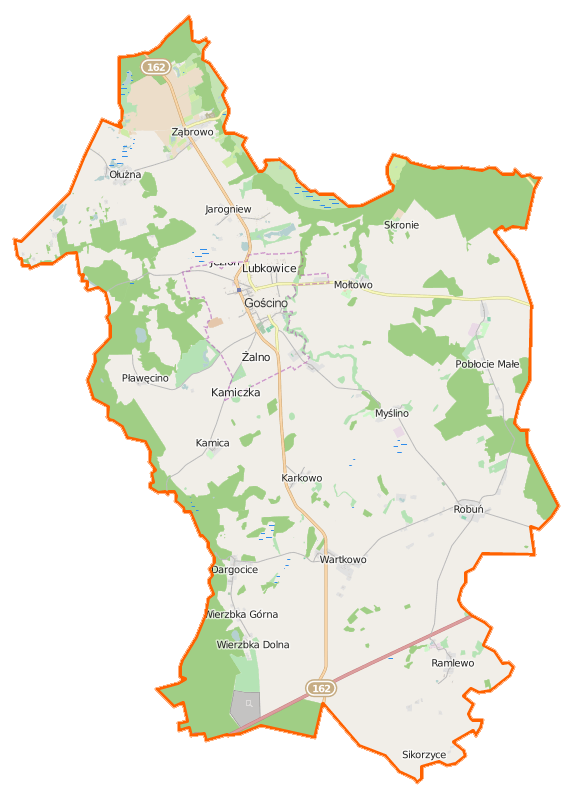
Carte de la gmina de Gościno.